# Javier Malosetti
Javier Malosetti (Buenos Aires, 26 de noviembre de 1965) es un bajista argentino multipremiado, hijo del guitarrista de jazz Walter Malosetti. Fue miembro estable de la banda de Luis Alberto Spinetta durante 8 años, y cuenta con una extensa carrera solista.

## Biografía

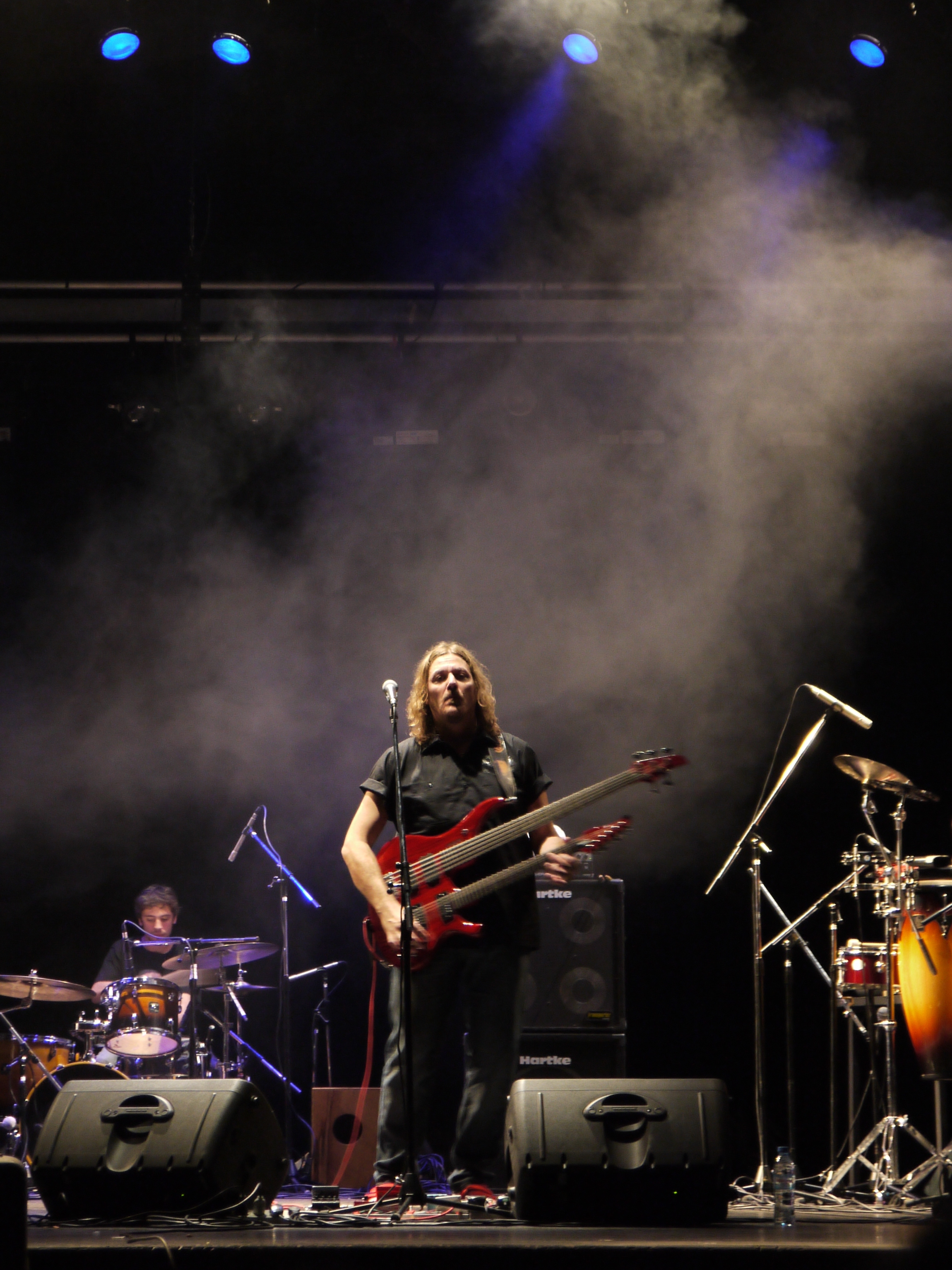
Malosetti en un concierto en la ciudad de Salta, (2011).

Es hijo del guitarrista de jazz Walter Malosetti. Baterista en sus comienzos, decidió cambiar de instrumento y desde 1986 se convirtió en uno de los bajistas más requeridos e importantes de la escena argentina. Paralelamente desarrolló sus conocimientos en la batería, la guitarra y el canto. Músico y productor de todos sus álbumes, varios de ellos han sido galardonados con el prestigioso premio Gardel a la Música.
Fue miembro estable de la banda de Luis Alberto Spinetta durante 8 años. Entre los artistas destacados de la música nacional e internacional con los que trabajó se encuentran Rubén Rada, Dino Saluzzi, Lito Vitale, Jaime Ross, Baby López Fürst, Álex Acuña, Larry Coryell, Jim Hall y Herb Ellis, entre otros. Participó en numerosos eventos de gran importancia tanto en la capital como en el interior y exterior de Argentina.
A principios de 1993 decidió grabar su primer disco solista llamado Javier Malosetti, el cual recibió muy buenas críticas de la prensa. Después de varias giras con distintos artistas, en el año 2000 recibió el premio Clarín «revelación en jazz del año».
Durante el año 2001 salió a la venta su segundo disco, Spaghetti boggie, que grabó con un quinteto conformado por Guillermo Romero (en teclados), Ricardo Cavalli (en saxos), Américo Bellotto (en trompeta) y Fernando Martínez (en batería). En ese mismo año ganó otro premio Clarín como «artista de jazz del año».
Al año siguiente grabó Villa, esta vez con un quinteto conformado por Andrés Beeuwsaert (en piano eléctrico y órgano), Américo Bellotto (en trompeta), Gustavo Cámara (en saxo tenor y alto) y Pepi Taveira (en batería). En este disco, Malosetti interpreta la guitarra, batería y percusión, además del bajo y la voz. Un año después (2003), además de seguir tocando con Luis Alberto Spinetta y publicar su cuarto disco Malosetti vivo (grabado con los mismos músicos del anterior) ganó el premio «mejor álbum de jazz» por Villa y decidió formar un trío con Andrés Beeuwsaert (en teclados) y Pepi Taveira (en batería).
En 2004 decidió dejar la banda de Spinetta y la enseñanza para dedicarse a su disco Onyx. Para la grabación invitó a tocar a su padre y al guitarrista de rock y blues Norberto Pappo Napolitano. El año siguiente ganó un premio Estrella de Mar 2005 (por «labor musical»), un Gardel a la Música 2005 («mejor álbum de jazz» por Onyx) y un premio Konex 2005 («diploma al mérito»), en 2015 fue premiado nuevamente con un Konex, pero esta vez el de Platino al mejor solista de Jazz de la década.
En 2005 conoció al baterista Oscar Giunta y junto al tecladista Hernán Jacinto decidió formar un nuevo trío, con el que grabó su sexto disco, Niño. Durante 2007 entra al estudio con Rubén Rada para grabar Varsovia. También ganó el premio «mejor álbum de jazz» por su disco Niño. Dos años después, en 2009, decidió dar un respiro al trío y formó una nueva banda con músicos jóvenes, a la que llamó Electrohope, y lanzó un disco con el mismo nombre. En este nuevo proyecto participaron Nicolás Raffetta (en teclados), Hernán Segret (en guitarra, bajo y voz), y Tomi Sainz (en batería).
En la televisión dirigió el programa Música para soñar emitido por el canal Telefé, por donde desfilaron solistas argentinos y extranjeros importantes. También condujo "El perseguidor", un ciclo de documentales acerca de la historia del blues, el jazz y la música soul emitido por el canal Encuentro.
Desde 1987 a 2004 dictó clases particulares de bajo eléctrico y desde entonces en el campo de la docencia sólo realiza esporádicas clínicas y seminarios para los bajistas aficionados y profesionales de todo el país.
A fines de la década del 70 se integró la banda de músicos de primer nivel que acompañaron al cantante, escritor y compositor de canciones para niños Pipo Pescador en dos discos y un espectáculo teatral. En aquella banda participaron músicos como Juan Carlos Colombres, Miguel Talarita y Daniel Lew.
Desde 2008 usa un instrumento M2 de doble mástil (bajo de 5 cuerdas y guitarra eléctrica) realizado especialmente para él por el lutier Mariano Maese. En el año 2010 la marca estadounidense Doctor Schecter fabricó un modelo de bajo eléctrico diseñado especialmente por él.
En los meses de abril a agosto de 2011 realizó su debut actoral con El Pasajero, la versión argentina del musical Passing Strange de Stew & Heidi Rodewald, junto a Diego Reinhold y dirigido por Florencia Peña, María Onetto y Ana Frenkel. En este musical fue coprotagonista, cantando y tocando, secundado por la banda dirigida por Mariano Otero. En 2013 realizó giras por el interior de Argentina con su banda JM4.

## Premios y reconocimientos
- 2000: Premio Clarín «revelación en jazz del año».
- 2001: Premio Clarín «artista de jazz del año».
- 2003: Premio Gardel a la Música «álbum de jazz del año» (por Villa).
- 2004: Nominado al premio Gardel a la Música «álbum de jazz del año» (por Malosetti vivo).
- 2005: Premio Estrella de Mar por «labor musical temporada 2004/2005»
- 2005: Premio Gardel a la Música como «álbum de jazz del año» (por Ónyx).
- 2005: Premio Konex - Diploma al mérito.
- 2006: Mención en la provincia de Santiago del Estero por su aporte a la cultura.
- 2006: Nominado al premio Martín Fierro «mejor programa musical» (por Música para soñar, en Telefé).
- 2007: Premio Gardel a la Música por «álbum de jazz del año» (por Niño).
- 2008: Nominado al premio Gardel a la Música «álbum de jazz del año» (por Varsovia).
- 2010: Declarado «visitante notable» de la ciudad de Mar del Plata.
- 2011: Nominado al premio Hugo «revelación en teatro musical» (por El pasajero).
- 2011: Premio Alberto Olmedo a los trabajadores de la televisión en «labor musical en televisión de aire» (por Música para soñar, en Telefé).
- 2011: Premio Gardel a la Música «álbum de jazz del año» (por Ten).
- 2015: Premio Konex de Platino - Solista de Jazz
- 2024: Personalidad Destacada de la Ciudad Autónoma de Buenos Aires en el ámbito de la cultura. Legislatura de la Ciudad Autónoma de Buenos Aires.[11]

## Discografía solista
- 1993: Javier Malosetti
- 2000: Spaghetti Boogie
- 2002: Villa
- 2003: Malosetti Vivo
- 2004: Onyx
- 2006: Niño
- 2007: Off Niño
- 2007: Varsovia (con Rubén Rada).
- 2009: Electrohope
- 2010: Ten.
- 2011: Enves (doble en vivo + estudio).
- 2011: Villa remastered.

## Discografía colaboraciones
- 2025: Tierrasol (disco de Grillo Villegas).